# Sergio Bertoni
Sergio Bertoni, född 23 september 1915 i Pisa, död 15 februari 1995 i La Spezia, var en italiensk fotbollsspelare.
Bertoni blev olympisk guldmedaljör i fotboll vid sommarspelen 1936 i Berlin.